# Frans Vinck

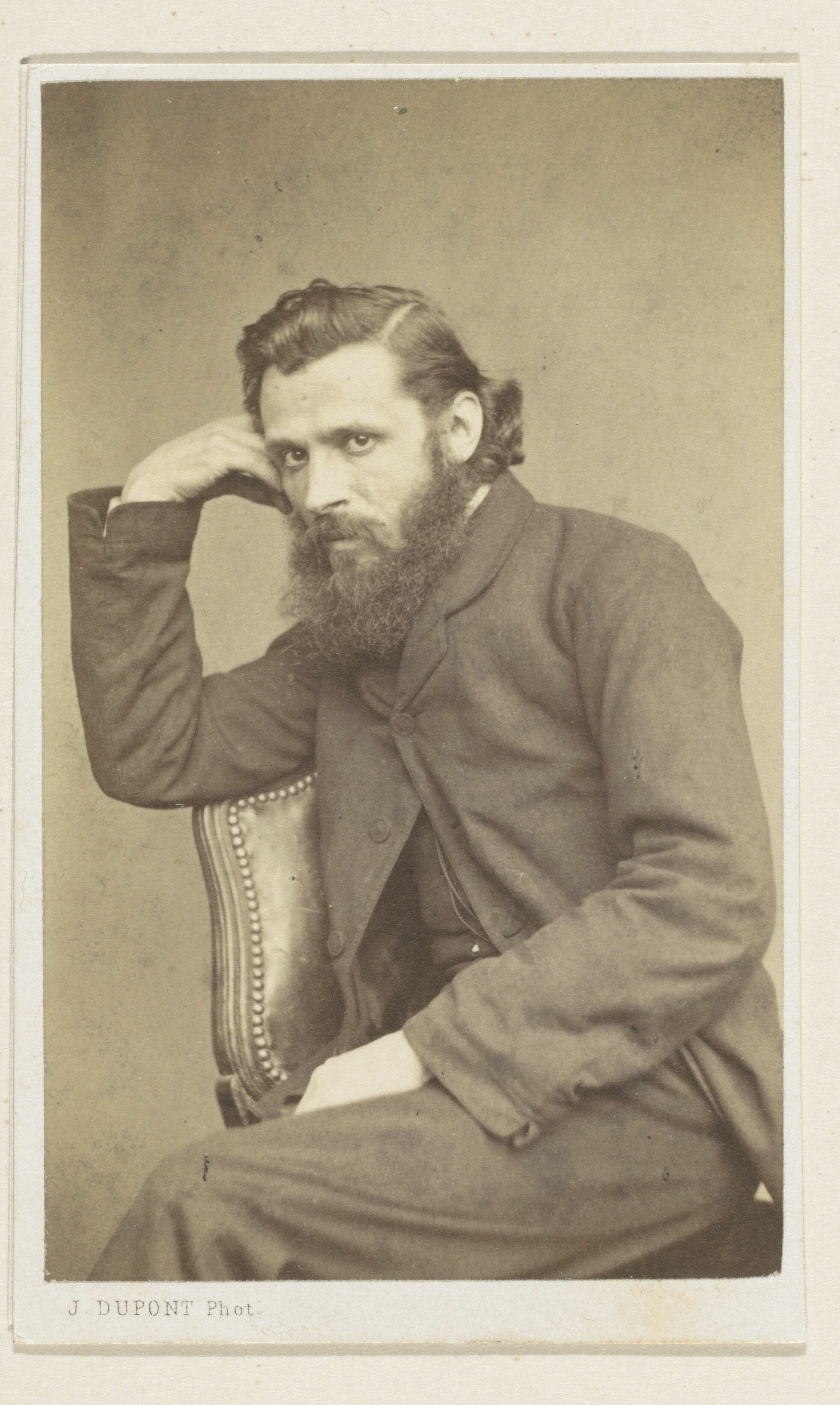
Frans Vinck

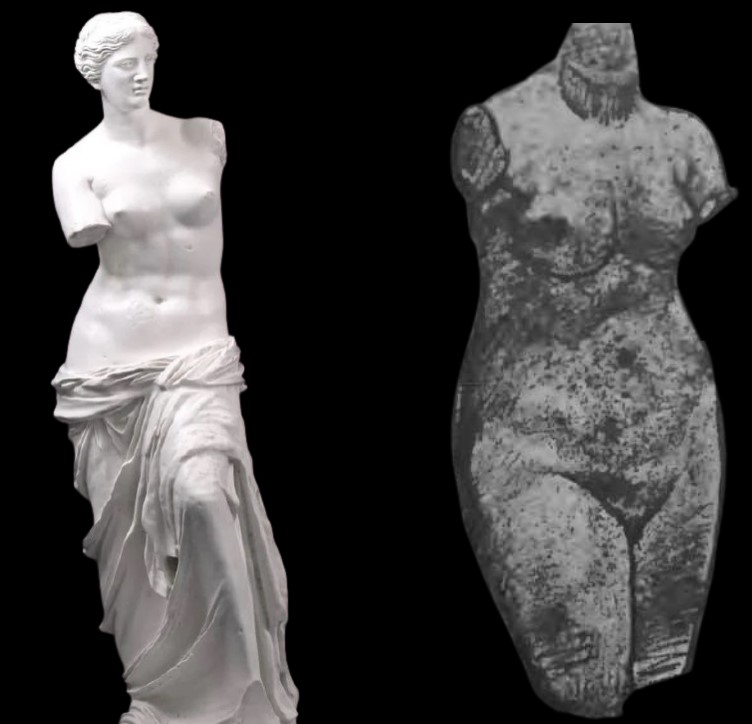
Klassieke Venus van Milo naast de Venus van Milo volgens Van Vincent van Gogh

Gaspar Franciscus Hubertus (Frans) Vinck (Antwerpen, 14 september 1827 - Berchem, 17 oktober 1903) was een Belgisch kunstschilder.

## Levensloop
Hij studeerde aan de Academie voor Schone Kunsten in Antwerpen, onder anderen bij Jozef Dyckmans. In 1846 nam hij voor het eerst deel aan een tentoonstelling, het Driejaarlijks Salon in Antwerpen. In 1850 en 1852 nam hij deel aan de Prix de Rome voor Schilderkunst zonder echter tot de laureaten te behoren. Omstreeks 1866 werd hij nog privé-leerling bij Henri Leys, wiens stijl hij sindsdien nabootste.
Hij was professor aan de Academies van Antwerpen en Dendermonde. In Dendermonde was Franz Courtens een van zijn leerlingen. Hij reisde in Frankrijk, Italië en het Nabije Oosten.
Vinck schilderde Bijbelse taferelen, historische taferelen die vaak gesitueerd zijn in de Middeleeuwen of de Renaissance en portretten.
Toen Vincent Van Gogh in Januari 1886 inschreef op de Antwerpse Academie werd Frans Vinck zijn leraar voor ornamenttekenen van de Antieken bij de avondklassen, enkele maanden door deze bijgewoond voor hij, na een meningsverschil met Eugène Siberth, zijn leraar tekenen naar levend model, de Academie verliet. 
De Venus van Milo, de referentie bij uitstek van een vrouwelijk lichaam volgens het Greco-Romeins schoonheidsideaal beeldde hij af als een plompe Brabantse boerenmeid wat niet naar de zin van zijn leraren was en ertoe leidde dat hij terug naar de beginnersklas gestuurd werd voornamelijk uit 13-jarigen bestaand. 
Van Gogh, die de Academie slechts bezocht omdat de naaktmodellen daar kosteloos beschikbaar waren zag vervolgens af van verdere studies aan de gerenommeerde kunstinstelling en vertrok met de verongelijkte uitspraak : Jullie hebben geen voorstelling van wat een wijf is, potverdomme !  een wijf dat moet heupen hebben, billen en een bekken machtig om kinders te stouwen !  

## Verzamelingen
- Antwerpen, Kon. Museum voor Schone Kunsten : "De eedgenoten bij Maghareta van Parma" (1872)
- Antwerpen, Kathedraal, de Kruisweg (samen met Lodewijk Hendrix)
- Antwerpen, Stadhuis, een van de plafondschilderingen in de Raadzaal ("De geesten van de Beeldende Kunsten worden gekroond door de Faam") en kleinere decoraties.
- Antwerpen, Atheneum : decoratieve schilderingen die allegorieën voorstellen (ca. 1893)
- Luik, Museum
- Philadelphia, Museum

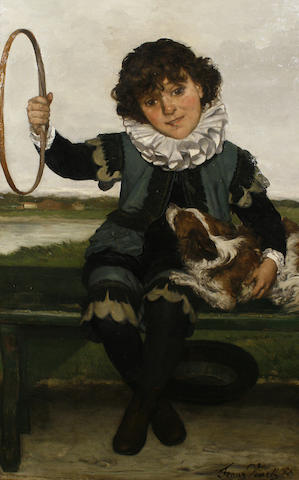
Jongen met hond
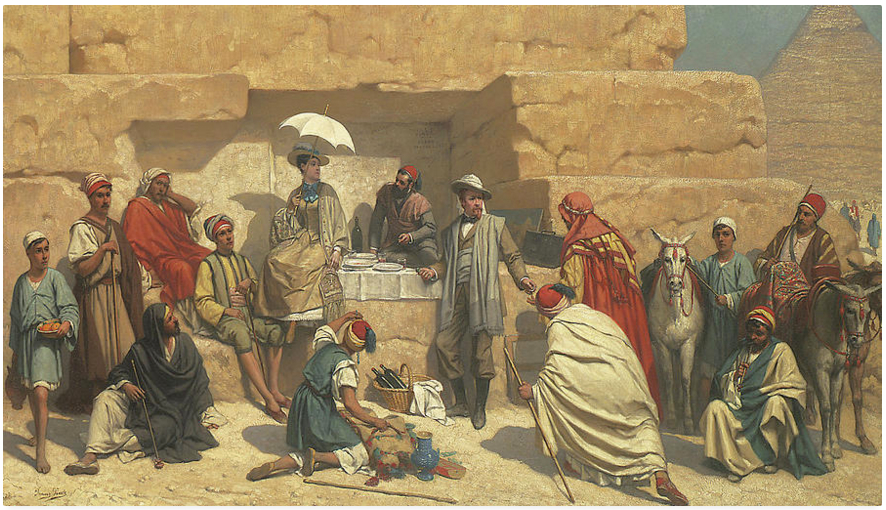
Lunch bij Gizeh
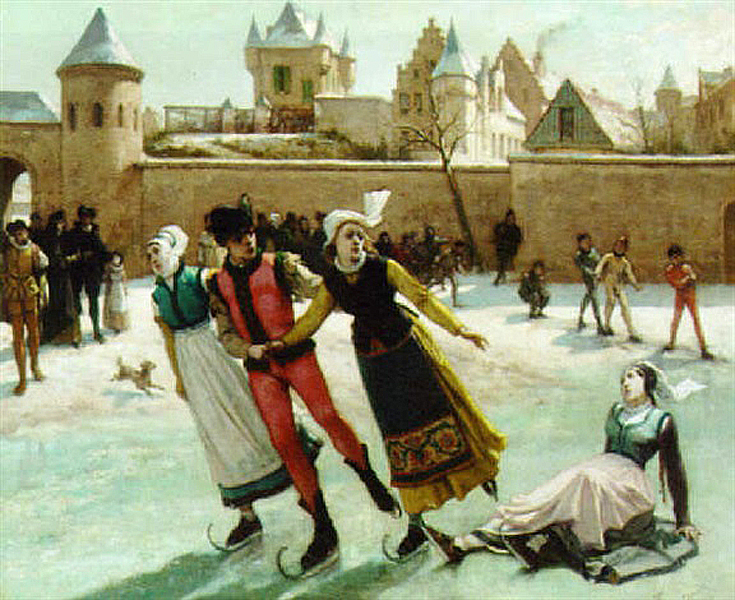
De schaatsers
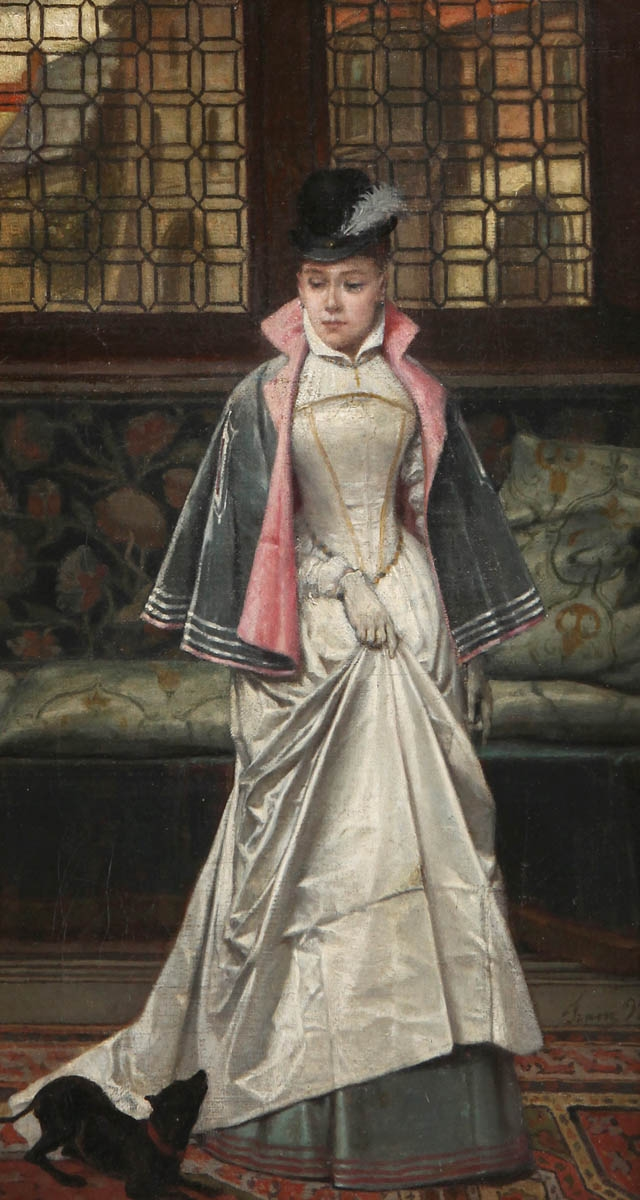
Dame in interieur